# Pentesilea (Kleist)
Pentesilea (Penthesilea) è una tragedia in cinque atti del drammaturgo tedesco Heinrich von Kleist, scritta nel 1808 e portata al debutto postuma nel 1876 a Berlino.

## Trama
Il fiero popolo guerriero della Amazzoni segue da sempre una rigida regola: possono sposare solo dei guerrieri che hanno sconfitto in battaglia e solo quelli scelti per loro durante la Festa delle Rose. Le Amazzoni decidono quindi di prendere parte alla guerra di Troia per procurarsi nuovi compagni.
Mentre i principi e re greci assaltano le mura di Troia, le Amazzoni li attaccano a sorpresa, scatenando il panico tra le file achee. Tuttavia, durante un'ambasciata, la regina delle Amazzoni Pentesilea e Achille, re di Ftia, si incontrano e si innamorano. La donna decide quindi di dedicare ogni sua energia alla missione di sconfiggere Achille in battaglia, così da poterlo sposare. Achille viene infine catturato da Pentesilea dopo un duro scontro, ma l'eroe riesce a fuggire e tornare nel campo greco mentre le Amazzoni celebrano la loro vittoria.
Mentre le Amazzoni, guidate dalla sacerdotessa di Diana, celebrano la Festa delle Rose, Achille disobbedisce agli ordini di Odisseo e torna nel campo delle guerriere. Qui trova Pentesilea priva di sensi mentre riceve le cure di Protoë dopo la battaglia. Achille confessa il proprio amore per la regina a Protoë, che gli consiglia di far credere a Pentesilea di averlo sconfitto in duello, così che lei lo possa sposare. Al suo risveglio, Protoë dice a Pentesilea di aver sconfitto il Pelide in battaglia, ma l'arrivo delle truppe greche spinge Achille a confessare la verità, cioè che è stato lui a battere la regina e non il contrario. Inoltre, prima di tornare nel campo acheo, Achille libera i prigionieri greci e li porta via con sé.
La sacerdotessa di Diana maledice Pentesilea per aver portato la rovina sulle Amazzoni, avendo anteposto i sentimenti al dovere. Achille invia a Pentesilea una sfida a duello con l'intenzione di lasciarla vincere e sposarla. Tuttavia, la regina interpreta il messaggio come un insulto e, furiosa, trafigge Achille con una freccia, gli aizza contro i suoi cani da caccia e finisce per smembrarne il corpo con le unghie e con i denti. Tornata in sé, Pentesilea riconosce il suo errore, ma afferma che in fondo c'è poca differenza tra baciare e mordere. Bacia quindi il corpo di Achille e giura di lasciarsi morire sui resti dell'amato.